# Dự án chấm toạ độ Confluence
Dự án chấm toạ độ Confluence (thường được gọi ở Việt Nam là Dự án Confluence hay Đi chấm) là một dự án trên mạng internet World Wide Web được thực hiện hoàn toàn bởi các tình nguyện viên. Hoạt động chính của dự án là đăng tải thông tin hành trình và hình ảnh của những người đã đặt chân đến những giao điểm của các kinh tuyến và vĩ tuyến (mà kinh độ và vĩ độ là các số nguyên) trên khắp Trái đất (ví dụ 17°0′0″B 107°0′0″Đ / 17°B 107°Đ). Mục đích của dự án là "lấy mẫu dữ liệu cả thế giới một cách có tổ chức".

## Thông tin cơ bản

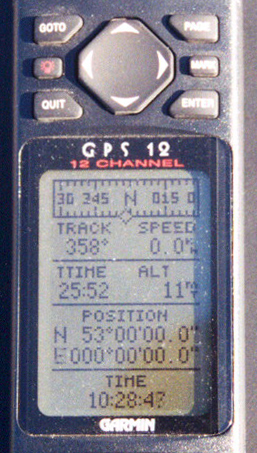
Ảnh chụp máy GPS cầm tay tại chấm toạ độ 53°N, ở Lincolnshire, Vương quốc Anh

Giao điểm của một đường kinh tuyến và một đường vĩ tuyến trên bề mặt Trái Đất gọi là một toạ độ địa lý. Dự án chấm toạ độ Confluence gọi tên giao điểm của một đường kinh tuyến mang kinh độ tròn số (số nguyên) và một đường vĩ tuyến mang vĩ độ tròn số là một confluence (tạm dịch: "chấm toạ độ").
Từ "confluence" trong tiếng Anh nghĩa là nơi hợp lưu của hai dòng chảy, vì vậy cần tránh nhầm lẫn nghĩa thực của từ này với tên gọi được dùng riêng trong Dự án chấm toạ độ. Ở Việt Nam, người ta thường gọi điểm confluence là một chấm nên trong bài này sẽ sử dụng "chấm toạ độ" thay cho "confluence".
Địa điểm chính xác của mỗi chấm toạ độ được xác định bởi hệ toạ độ WGS 84 và những người đi chấm gần như luôn sử dụng một thiết bị thu phát tín hiệu từ hệ thống vệ tinh định vị toàn cầu GNSS.
Có tất cả 64.442 chấm toạ độ trên bề mặt Trái Đất nằm trên đất liền, đảo hoặc trên mặt nước gần bờ, nơi có thể nhìn thấy đất liền và đảo. Những điểm này có thể tiếp cận được bằng các phương pháp thông thường như tàu xe, thuyền bè, đi bộ hoặc bơi. Dự án không tính những chấm toạ độ giữa đại dương bốn bề là nước nên các chấm toạ độ được chia làm ba nhóm: Mặt đất (21.543 chấm), Mặt nước (38.409 chấm) và Mặt băng (4.490 chấm).

## Yêu cầu của dự án
Mỗi người (hoặc nhóm người) đi chấm được xác định là đã đến chấm toạ độ thành công với các điều kiện:
- Đã đến trong vòng bán kính 100 m của chấm toạ độ trên bề mặt Trái Đất, sử dụng hệ toạ độ WGS84 làm mốc.
- Ảnh chụp gồm: 01 bức ảnh khu vực chấm toạ độ trong bán kính 100 m, 04 bức ảnh chụp bốn hướng từ chấm toạ độ và 01 bức ảnh chụp màn hình máy GPS cho thấy toạ độ địa lý tại chấm toạ độ.
  - Trường hợp ảnh chụp bị lỗi thì cần tối thiểu HAI bức ảnh chụp chấm toạ độ hoặc chụp góc nhìn từ chấm toạ độ
- Viết một đoạn tường trình hoặc một câu chuyện ngắn về quá trình di chuyển và tiếp cận chấm toạ độ

Những thông tin này sẽ được xét duyệt bởi các tình nguyện viên điều hành trang mạng của dự án. Nếu đầy đủ các thông tin trên thì chuyến đi chấm sẽ được xác định là hoàn thành và đánh dấu đã hoàn thành trên bản đồ từng quốc gia và vùng lãnh thổ. Nếu một trong những thông tin trên còn thiếu thì chấm sẽ được đánh dấu là "chưa hoàn thành" thay vì bỏ trống như các chấm chưa có người tiếp cận.

## Lịch sử và sự kiện
Dự án được bắt đầu bởi Alex Jarrett vào tháng hai năm 1996 bởi vì anh ấy "thích thú với ý tưởng đặt chân đến một địa điểm được xác định bằng những con số tròn như 43°0′0″B 72°0′0″T / 43°B 72°T. Liệu sẽ có gì ở đó? Không biết có ai cũng nhận ra rằng điểm đó là một điểm độc đáo có một không hai (trên địa cầu)?"
Đến tháng 8 năm 2021, 6585 (40,28%) trong số 16.348 chấm toạ độ chính đã được khám phá thành công, trải dài trên 189 quốc gia và vùng lãnh thổ.
- Chấm đầu tiên được đăng lên trang web: 43°B 72°T / 43°B 72°T tại New Hampshire, Hoa Kỳ bởi Alex Jarrett (người sáng lập dự án) và Peter Cline vào ngày 20 tháng hai năm 1996. (Lưu ý rằng có những chuyến đi diễn ra trước thời điểm này nhưng về sau mới được đăng lên trang web)
- Chấm cao nhất:  33°B 80°Đ / 33°B 80°Đ ở Küba, Tây Tạng, China nằm tại độ cao 5,835 m (19,143 feet), được khám phá lần đầu tiên bởi Greg Michaels và Robert Whitfield vào 29 tháng năm 2005.
- Chấm thấp nhất:  30°B 27°Đ / 30°B 27°Đ ở Matrūh, Ai Cập nằm tại độ sâu −78 m (−255 feet), được khám phá lần đầu tiên bởi Dave Morrison, Steve Price và Tony Carlisle vào 4 tháng mười hai 2004.